# Lidón Muñoz
Lidón Muñoz del Campo, née le 3 décembre 1995 à Castellón de la Plana, est une nageuse espagnole spécialiste de la nage libre.

## Biographie
Lidón Muñoz quitte sa ville natale à l'âge de 14 ans pour rejoindre le Centre de haute-performance de Sant Cugat del Vallès. En 2012, après avoir raté les qualifications espagnoles pour les Jeux olympiques de Londres, elle quitte son club et rejoint le Club Natació Sant Andreu. Elle fait actuellement des études de médecine à l'Université autonome de Barcelone.
Aux Championnats d'Europe de natation 2016, Muñoz participe au relais 4 × 100 m nage libre espagnol qui termine 6e de la finale.
Lors des Jeux méditerranéens de 2018, elle remporte deux médailles d'argent : sur le 50 m nage libre en 25 s 20 derrière l'Égyptienne Farida Osman et sur le 100 m nage libre derrière l'Italienne Erika Ferraioli.
En août 2018, elle part à Glasgow participer aux Championnats d'Europe de natation 2018 où elle est éliminée en demi-finale sur le 50 m et le 100 m nage libre. Elle participe aux Championnats du monde de natation en petit bassin 2018 où elle termine 16e du 50 m nage libre et 14e du 100 m nage libre en battant les deux fois le record d'Espagne de la distance,.